# سرير بنت الملك (بصرى)
سرير بنت الملك و يدعى أيضا باسم الكليبة وحسب شرح العالم الفرنسي دوفوغيه فسر معنى اسم الكليبة وهي كلمة يونانية تعني الكوخ البسيط الذي يقطن فيه اليوناني البسيط في أقدم عهود اليونان و يطلق أيضاً على مساكن الرعاة و آلهة الماء. 

## تاريخ بنائه و الوصف المعماري
يعود هذا البناء للقرن الأول الميلادي ، ويعد أهم الأقسام الأثرية في المدينة وحول القلعة، يتميز هذا الصرح بأعمدته و حجارته السوداء الضخمة وبالنقوش والزخارف الحجرية متناهية الدقة.
يتألف من عمودين تزينهما تيجان وتعلوهما حجارة ضخمة تشبه السرير وقد تهدم معظم البناء ولم يبق منه سوى بعض من زخارفه وأعمدته، و كانت الجدران الخارجية مزينة بمحاريب كان لايزال بعضها ظاهراً.
من الناحية العمرانية فالقصر لم يبق منه سوى بعض الجدران المتصدعة والقواعد الضخمة ولعل أكثر ما يميز عمارته اعمدته الشاهقة التي يصل ارتفاع كل منها إلى 18 مترا تتكئ على قواعد كبيرة يصل ارتفاع الواحد منها إلى 1.5 م وتزين الأعمدة تيجان على النمط الكورثيني.

## قصة سبب البناء
تنطوي قصته على أسطورة مفادها أن أحد الملوك لم يكن يؤمن بالموت، وكان أن تنبأ له كهنة المدينة بأن ابنته ستموت بالسم، فما كان منه إلا أن شيد لابنته سريراً فوق باب المدينة، ووضع لها خدماً وحشماً وحراسةً معتقداً بأن ذلك سيمنع عنها الموت، و لكن القدر كان أقوى من إرادة الملك حيث أن الأميرة أمرت جواريها بإحضار عنقود من العنب وما أن مدت يدها إليه حتى لدغتها عقرب صغيرة لا تكاد ترى داخل العنقود الكبير، فماتت في الحال.
بعد حادثة موت بنت الملك، تحول سريرها إلى صرح ديني لممارسة الطقوس والشعائر الدينية الوثنية التي انتهت في أواخر القرن الخامس الميلادي بعد انتشار الديانة المسيحية.

## المعلم في الوقت الحالي
تعرض الموقع الأثري لسرير بنت الملك لتدمير كبير بسبب الحرب الدائرة في سوريا وذلك في 23 تشرين الأول من عام 2012.